# Ковали (Могилёвская область)

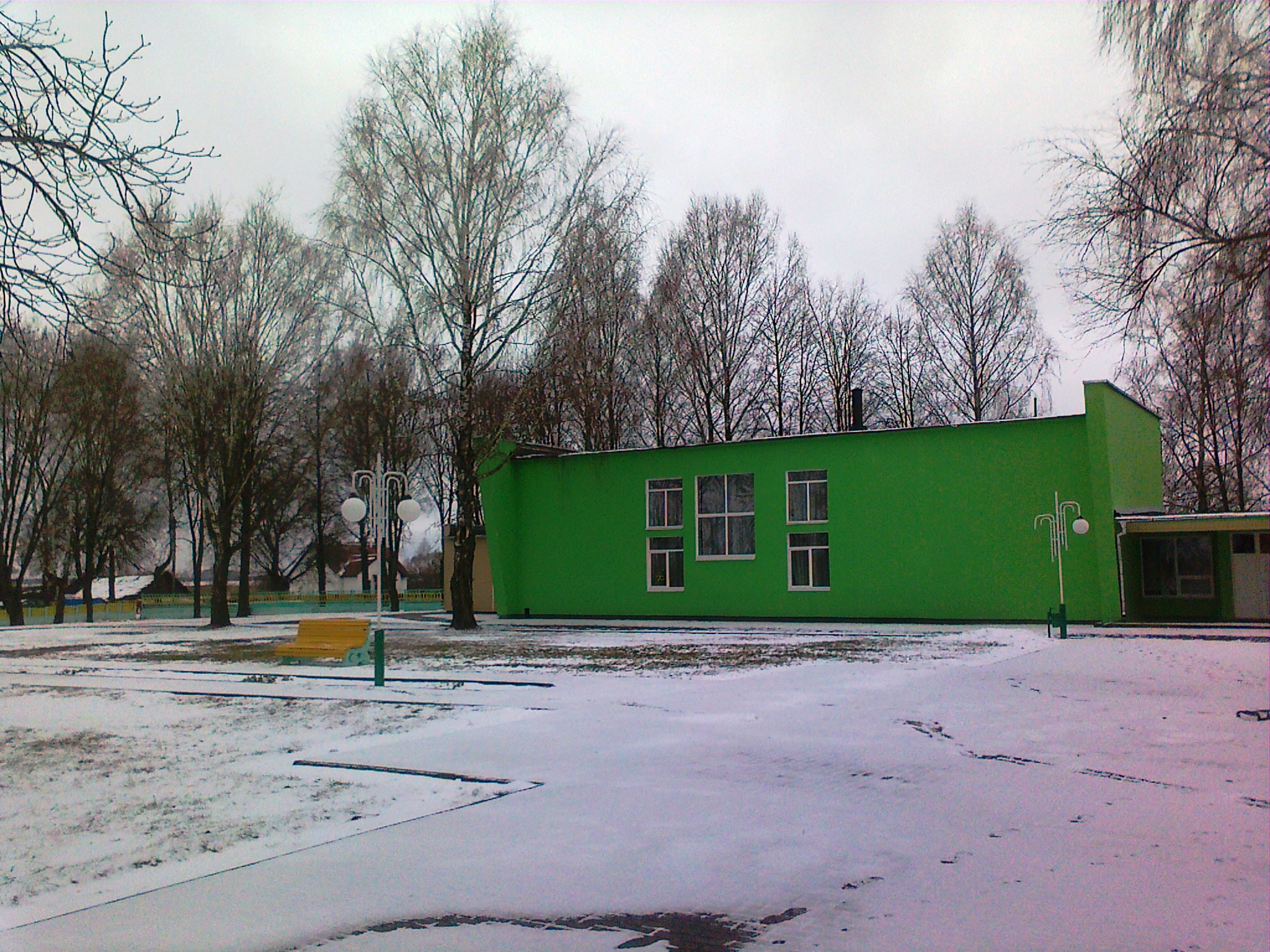
В центре агрогородка Ковали

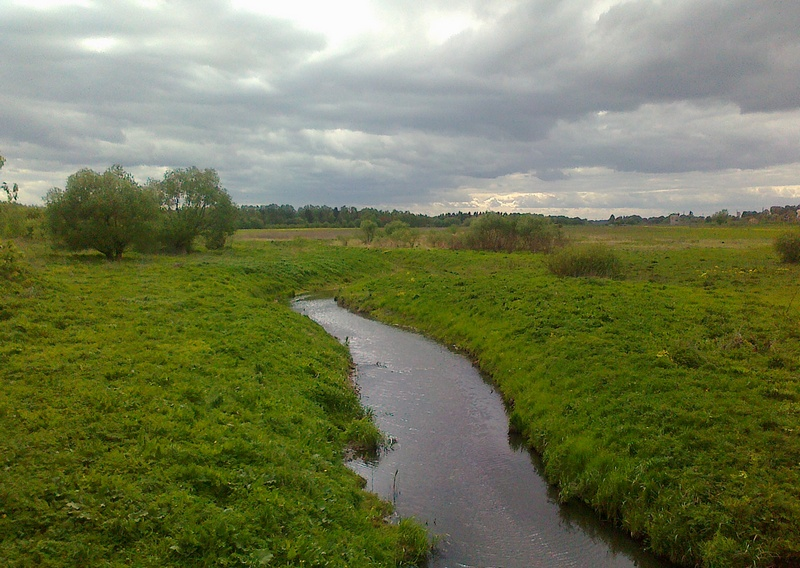
Река Белица у южной окраины агрогородка Ковали

Ковали́ (бел. Кавалі) — агрогородок в составе Ковалевского сельсовета Бобруйского района Могилёвской области Белоруссии. Административный центр Ковалевского сельсовета.

## Географическое положение
Ковали находятся в 22 км на юго-восток от Бобруйска, между автомобильной дорогой М-5 Минск-Гомель и железной дорогой Бобруйск-Жлобин, на реке Белица (приток реки Ола, бассейн реки Березина). У юго-западной окраины деревни находится железнодорожная станция Телуша.

## Население
- 1885 год — 556 человек
- 1897 год — 867 человек
- 1907 год — 898 человек
- 1917 год — 977 человек
- 1959 год — 579 человек
- 1970 год — 912 человек
- 1986 год — 639 человек
- 1999 год — 821 человек
- 2007 год — 786 человек
- 2010 год — 687 человек
- 2014 год — 758 человек

## История

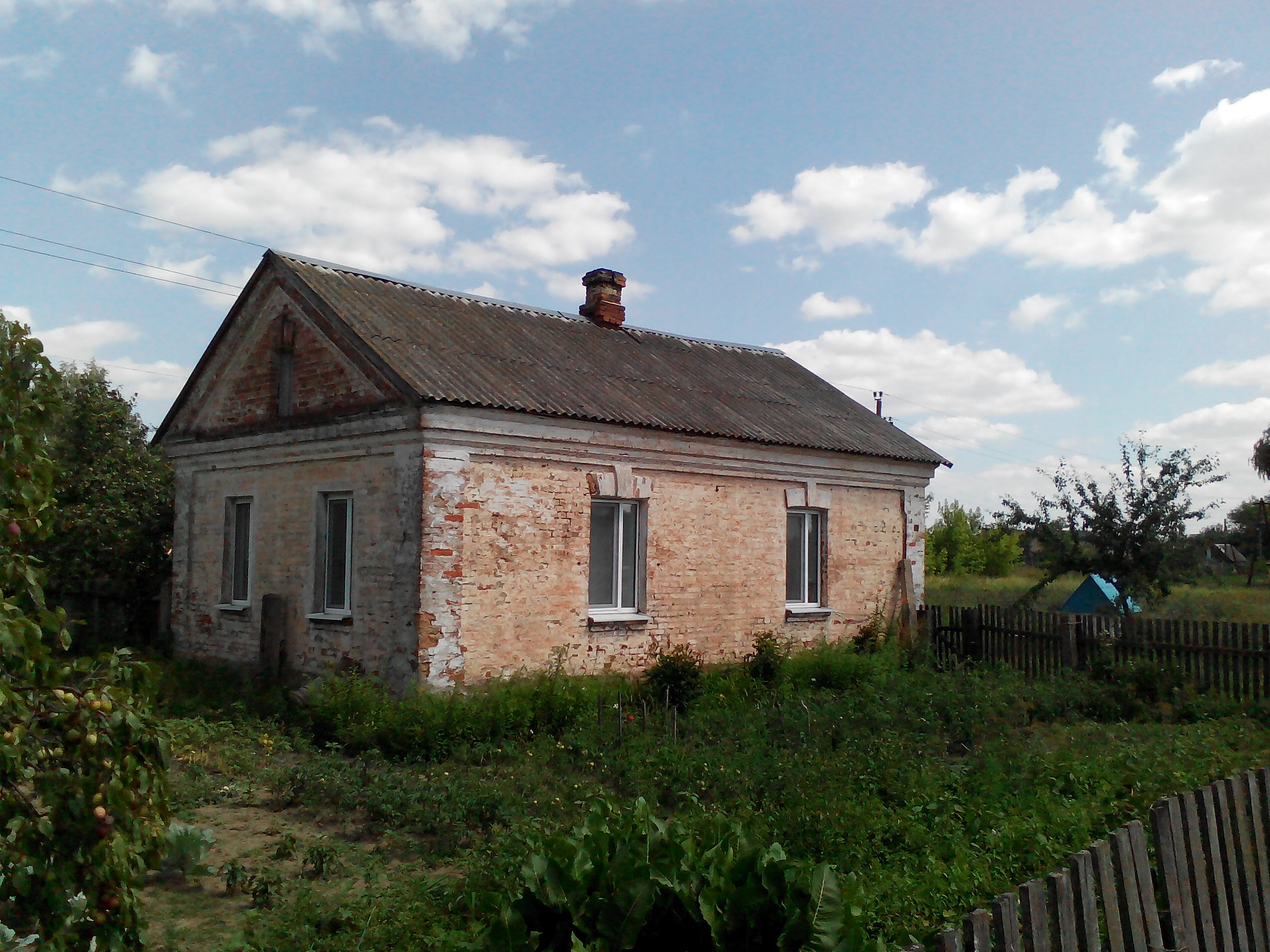
Здание отделения полиции до 1917 года на ст. Телуша (Рынья)

Ковали впервые упоминаются 15 июня 1560 года в земельных книгах Великого Княжества Литовского. В 1565 году село находилось в Бобруйской волости Речицкого павета Минского воеводства. В 1621 году Ковали были частью Трокской половины Бобруйского староства, насчитывая 7 дымов.
По хозяйственному инвентарю 1639 года селу принадлежали 8 волок земли (около 170 гектаров), из которых 5 пустовали. Военные действия середины XVII века привели к эпидемиям и голоду, что вызвало массовое вымирание местного населения. По переписи 1684 года в Ковалях было зафиксировано 4 нежилых двора.
В 1786 году село стало частью имения Михалево и находилось в шляхетской собственности, насчитывая 18 хозяйств. С 1793 года, после Второго раздела Речи Посполитой, Ковали вошли в состав Российской империи, а с 1795 года стали частью Бобруйского уезда Минской губернии, находясь в собственности помещиков Кельчевских и Лошкаревых.
В 1891 году в селе начали работать мельница и сукновальная мастерская. По переписи 1897 года Ковали относились к Турковской волости Бобруйского уезда Минской губернии и насчитывали 125 дворов, где действовали церковь, магазин и постоялый двор. Ежегодно 30 августа проводился торжок. В селе развивалась ремесленная деятельность: кузнечное дело, бондарство, ткачество и шитье.
В 1904 году было открыто земское народное училище. В начале XX века в Ковалях насчитывалось 119 дворов. С 29 августа 1919 года по 10 августа 1920 года село входило в состав Гомельской губернии. С 1924 года Ковали стали центром сельсовета первого Бобруйского района, а с августа 1927 года — Бобруйского района Бобруйского округа БССР.
В 20-е годы XX века на базе действующей школы была создана трудовая школа первой ступени. В 1925 году в школе обучалось 128 учеников, при ней действовали драматический кружок и пункт по ликвидации неграмотности среди взрослых. В том же году в Ковалях работали две ветряные и паровая мельницы, а также крупорушка.
В конце 1920-х годов была организована торфяная артель «Прогресс», началась работа кузнечной мастерской. По состоянию на 1926 год в Ковалях насчитывалось 162 двора. С июля 1930 года село стало частью Бобруйского района БССР. В 1931 году 31 хозяйство деревни объединились в колхоз «Заря революции», а 9 хозяйств вошли в состав колхоза «Пролетарий».
С 15 января 1938 года и с 8 января 1954 года Ковали находились в составе Бобруйского района Могилевской области, а с 20 сентября 1944 года до 8 января 1954 года — в составе Бобруйского района Бобруйской области. Во время Великой Отечественной войны в боях возле деревни погибли 24 советских воина и партизан, похороненных в двух братских могилах на кладбище и в центре деревни; еще 101 односельчанин не вернулся с фронта.
В 1967 году к деревне была присоединена железнодорожная станция Телуша, а в 1992 году — поселки Подлипье и Заря. В 1997 году в Ковалях насчитывалось уже 318 дворов, центральная усадьба сельсовета и колхоза имени Невского функционировала наряду с железнодорожной станцией, лесопильней и мастерскими по ремонту сельскохозяйственной техники.
В социальной сфере действовали восьмилетняя школа, детские ясли-сад, Дом культуры, отделения связи и Беларусбанка, больница, амбулатория, аптека, столовая и магазин. По состоянию на 2014 год в Ковалях проживало 758 жителей и насчитывалось 302 домохозяйства.

### Реформа сельского хозяйства начала XVII века
В 1611 году король Речи Посполитой Сигизмунд III обратился к Бобруйскому старосте Петру Тризне с жалобами подданных Бобруйского староства на различные притеснения со стороны старосты. Король отметил, что крестьяне, не имея четких границ на землях, где они живут, не знают, какой чинш они должны уплачивать старосте и королевскому скарбу. В связи с этим он отправил комиссаров, которые должны были провести земельное измерение по образцу других волостей княжества, согласовав свои действия с Бобруйским старостой и соседями.
В 1639 году был составлен хозяйственный инвентарь Бобруйского староства. В этом документе не только разграничивались сельскохозяйственные земли отдельных сел, но и утверждались твердые повинности подданных. Качество и урожайность земли, приписанной к Ковалям, было определено как хорошее. Все сельскохозяйственные земли были разделены на три участка, отдельно определены 7 застенков, 6 сенокосных участков и несколько небольших добавочных участков (так называемые нандатки).
Граница сельскохозяйственных земель села Ковалево проходила от Зубачева болота при границе с селом Плессы вдоль почтовой дороги у Борятина леса. Далее она пролегала у земель села Новики, села Бирча (владения пана Солтана), села Турки (владения пана Скорины) и реки Ола. Пастбища были совместными с селами Микуличи и Жеребцы (ныне деревня Юрьево). Сенокосные луга располагались вдоль реки Белица и при реке Ола.
Застенки находились в Лужках, Красном Береге, Подвязье, Брыще, Большом Огороде и Пувтелеве на окраине села Ковалево Селище Ортюховича (ныне не существуют). Повинности с каждой волоки земли составляли: 2 копы грошей, 1 бочка ржи (примерно 500 кг), 1 бочка овса, 1 гусь, 2 курицы, 20 яиц, 10 связок льна, 1 воз сена и 10 возов дров. Также предусматривалась подвоза один раз в год на расстояние 60 миль. С каждой волоки земли необходимо было отработать 2 дня в неделю в пользу королевского скарба. За сбором налогов следил заказник. Все подати доставлялись исключительно в королевский замок в Бобруйске. Взыскание податей с крестьян вне замка было категорически запрещено. Сено и дрова привозились в замок 25 декабря, а остальные подати — в период между святым Михаилом и святым Мартином (с 29 сентября по 1 ноября ежегодно). За все принятые подати королевским двором выдавались оправдательные документы (квитанции) для предъявления заказнику села.
Среди подданных села Ковалево были: Андрей Ортюхович, Осип Занкевич, Кондрат Овсюкович, Сава и Микита Василевичи, Игнат Семенович и Гришко Терешкович. В собственности крестьян находилось 14 волов и 10 лошадей.

### МТС
В марте 1932 года на территории деревни Ковали была создана машинно-тракторная станция (МТС) для обработки сельскохозяйственных угодий. Главной целью организации МТС стало «преобразование коллективизированных хозяйств в образцово-показательные социалистические». В составе МТС находилось 50 тракторов, среди которых были модели «Фордзон», ХТЗ и несколько С-80. Первые трактористы, работавшие на станции, включали Иосифа Дайнеко и Алексея Коновальчика из деревни Бортники, а также Надежду и Михаила Капутиных и Данилу Анисимова из деревни Ковали.
В колхозах, обслуживаемых Телушской МТС, на один трудодень приходилась следующая натуроплата: 210 граммов зерновых и 32 грамма картофеля, что является самым низким показателем. Средний трудодень обеспечивал 570 и 390 граммов соответственно, в то время как высший гарантировал 838 граммов зерна и 404 грамма картофеля.
Апрель 1934 года выявил тревожную картину: коллективизированные житницы были практически пустыми. В амбарах самих колхозников не оставалось запасов. К началу этого периода в МТС появились политотделы с правами райкомов партии (всего 70 по республике). В колхозах, обслуживаемых Телушской МТС (включая деревни Ковали, Турки, Телуша, Бортники, Михалево, Плесы и Панкратовичи), на один трудодень приходилась та же натуроплата: 210 граммов зерновых и 32 грамма картофеля. МТС с тракторами-сеялками создавались для обслуживания колхозов, которые расплачивались за это выращенным урожаем. Телефонистом на МТС в 1934 году работал Аврамчик Николай Яковлевич.
В 1938 году заместителем начальника МТС по решению Бобруйского райкома партии был назначен Лемешонок И. М. С начала создания МТС до 1945 года агрономом работал Артихович Иван Кондратович.
В послевоенный период МТС было восстановлено. В это время МТС заведовал Соркин, инженер с Бобруйска — Маймин, инспектор по кадрам — Алферчик Николай Николаевич, токарь — Бартницкий Г. Т., а трактористами были Козлов Н. Я. и Кот Н. С. В распоряжении станции находилось три трактора «Универсал». При МТС имелось общежитие, а также велось обучение трактористов.
Деятельность машинотракторной станции сыграла значительную роль в развитии сельского хозяйства региона в условиях коллективизации и послевоенного восстановления.

## Производственная сфера
В деревне работает СПК «Колхоз им. А. Невского».

## Социальная сфера
В агрогородке Ковали работает одна участковая больница и ФАП, библиотека, два магазина, отделения почтовой связи и АСБ Беларусбанк.

## Планировочная структура
Исторически формирование деревни происходило вдоль дороги ведущей из Плесс в Жеребцы, при реке Белица (современная улица Советская). В первой половине XIX века жилая застройка сформирована двумя взаимно параллельными улицами в пределах современных улиц Советская и Центральная, южная окраина ограничена рекой Белица.
В 1970-е годы в связи с постройкой железнодорожной ветки Либава-Ромны в 2 км от деревни открыта железнодорожная станция Рыня (Телуша). Около станции Рыня начинает формироваться населенный пункт, в котором первоначально проживали работники станции. В начале XX века широкое распространение получила хуторская система землепользования. 
В 1930-е годы административно к деревне Ковали относились несколько хуторов за рекой Белица, около деревни Подлядье (ныне не существуют), поселок Ковали (7 дворов), находившийся между деревней Заболотье и станцией Телуша. 
Проект планировки и застройки Ковалей разработан в институте «БелНИИгипросельстрой» в 1982 году. Большая часть застройки деревянная, усадебного типа, вдоль взаимоперпендикулярных улиц. Общественный центр деревни сформирован в юго-восточной части.

## Известные уроженцы
- Левков, Максим Архипович (1894—1937) — белорусский советский государственный деятель. Нарком юстиции БССР.  Генеральный прокурор БССР (1931—1933).